# Bildstock (Bad Kissingen, Nähe Kapellenstraße)

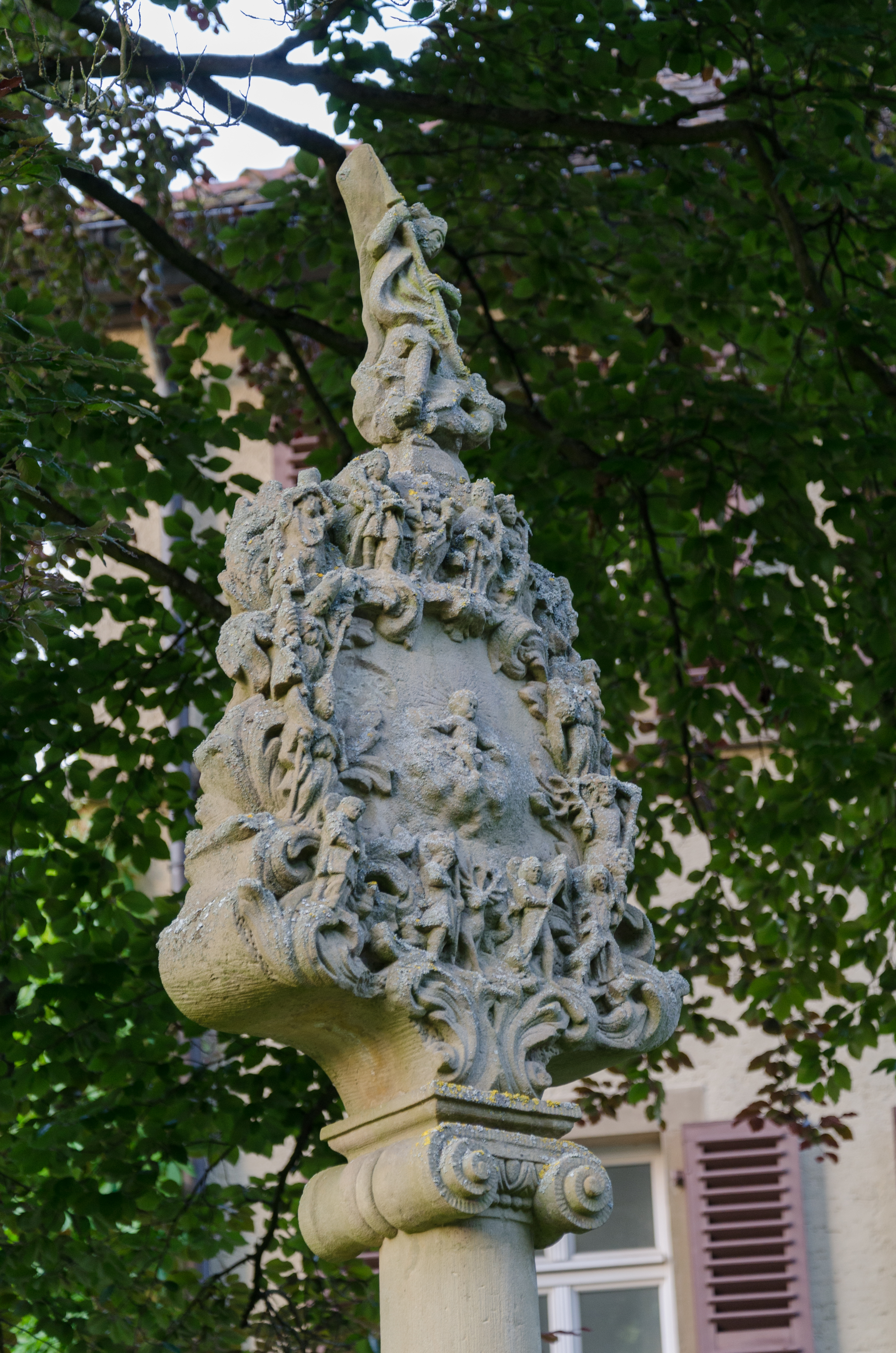
Bildstock in Bad Kissingen bei der Marienkapelle (Nahaufnahme)

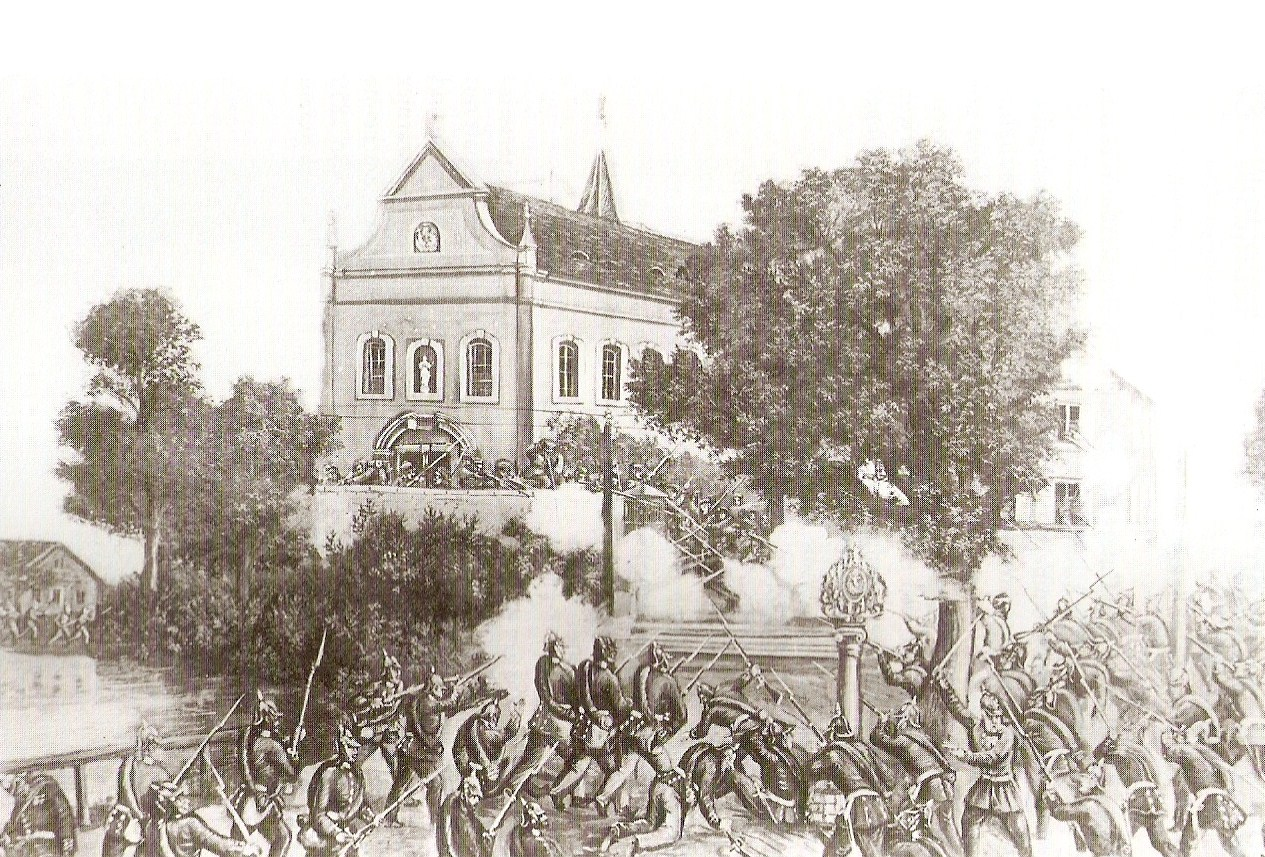
Historische Darstellung der Schlacht bei Kissingen mit dem Bildstock.

Der Bildstock Nähe Kapellenstraße befindet sich in Bad Kissingen, der Großen Kreisstadt des unterfränkischen Landkreises Bad Kissingen bei der Marienkapelle auf Höhe des Liebfrauensees. Er gehört zu den Bad Kissinger Baudenkmälern und ist unter der Nummer D-6-72-114-27 in der Bayerischen Denkmalliste registriert.

## Beschreibung
Der Bildstock besteht aus Sandstein und entstand im Jahr 1719.
Die von stilisierten Blütenglocken umrahmte Inschrift des 97 Zentimeter Sockels trägt die Aufschrift: „Ad Gloriam Dei Et Sanctorum XIV Auxiliatorum Venerationem“; auf der Gegenseite steht eine IHS-Inschrift. Es folgt eine 1,40 Meter hohe Säule, die mit einem ionisierenden Kapitell endet. Sie trägt einen 90 cm hohen Reliefaufsatz mit einer Darstellung des Wunders von Vierzehnheiligen auf der Vorderseite sowie – als Bekrönungsfigur – einer Figur des hl. Georg. Die Rückseite des Reliefaufsatzes zeigt die Stifterfamilie vor dem Kreuz des gekreuzigten Christus stehend und von Blattwerk eingerahmt.
Der Bildstock befindet sich wahrscheinlich an seinem ursprünglichen Standort. Er ist auch auf Darstellungen der Schlacht bei Kissingen vom 10. Juli 1866 zu finden.